# Around the Next Dream
Around the Next Dream — единственный студийный альбом недолго существовавшей рок-супергруппы BBM (Bruce-Baker-Moore), выпущен в 1994 году на лейбле Virgin. Диск достиг 9-й позиции в UK Albums Chart летом 1994 года, но пробыл лишь четыре недели в чартах.
Пауэр-трио составили бывшие музыканты «Cream»: басист Джек Брюс и ударник Джинджер Бейкер, а также гитарист Гэри Мур.

## Об альбоме
Несмотря на определённый успех в Европе, музыкальные критики нередко обвиняли музыкантов в самоцитировании. Ряд песен, по их мнению, слишком напоминали творения «Cream», так, например,  в «Waiting in the Wings» угадывалась «White Room», в «Where in the World» чувствовались нотки «World of Pain» и «As You Said», «High Cost of Loving» напоминала «Born Under a Bad Sign», а «Why Does Love (Have to Go Wrong)» была похожа на «We're Going Wrong». Другие, напротив, относили это сходство к достоинствам новой группы как продолжателей традиций оригинала.
В ходе короткого турне по Британии музыканты везде встречали тёплый приём, но трения внутри коллектива между экс-ритм-секцией «Cream» оставались, что и стало одной из причин скорого распада группы.

## Список композиций
| №   | Название                            | Автор(ы)                   | Длительность |
| --- | ----------------------------------- | -------------------------- | ------------ |
| 1.  | «Waiting in the Wings»              | Гэри Мур, Джек Брюс        | 3:42         |
| 2.  | «City of Gold»                      | Мур, Брюс, Кип Ханрахан    | 3:57         |
| 3.  | «Where in the World»                | Мур, Брюс                  | 5:23         |
| 4.  | «Can't Fool the Blues»              | Мур, Брюс, Ханрахан        | 5:15         |
| 5.  | «High Cost of Loving»               | Алан Джонс, Шервин Хамлетт | 5:14         |
| 6.  | «Glory Days»                        | Мур, Джинджер Бейкер, Брюс | 4:23         |
| 7.  | «Why Does Love (Have to Go Wrong)»  |                            | 8:47         |
| 8.  | «Naked Flame»                       | Мур                        | 6:06         |
| 9.  | «I Wonder Why (Are You Mean to Me)» | Альберт Кинг               | 5:00         |
| 10. | «Wrong Side of Town»                | Мур                        | 4:00         |

| №   | Название                                           | Автор(ы)                    | Длительность |
| --- | -------------------------------------------------- | --------------------------- | ------------ |
| 11. | «Danger Zone»                                      | Мур, Бейкер, Брюс           | 6:00         |
| 12. | «World Keeps on Turning»                           | Питер Грин                  | 7:53         |
| 13. | «Sitting on Top of the World» (live version)       | Уолтер Винсон, Лонни Чэтмон | 6:22         |
| 14. | «I Wonder Why (Are You Mean to Me)» (live version) | Кинг                        | 5:08         |

| Список синглов к альбому                                                   | Список синглов к альбому | Список синглов к альбому | Список синглов к альбому |
| Сингл                                                                      | Позиции в хит-парадах    | Позиции в хит-парадах    | Обложка                  |
| Сингл                                                                      | UK Singles Chart         | UK Singles Chart         | Обложка                  |
| -------------------------------------------------------------------------- | ------------------------ | ------------------------ | ------------------------ |
| Сингл                                                                      | Наивысшая позиция        | Пребывание в чарте       | Обложка                  |
| «Around the Next Dream (Three Track Selection)» - Каталожный номер: BBMDJ1 | —                        | —                        | Обложка сингла           |
| «Where in the World» - Формат: CD, 7"                                      | 57                       | 2 недели                 | Обложка сингла           |

## Участники записи
BBM
- Джинджер Бейкер — перкуссия, ударные инструменты, клавишные, вокал
- Джек Брюс — бас-гитара, виолончель, вокал
- Гэри Мур — гитара, клавишные, вокал

приглашённые музыканты
- Томми Айр — клавишные
- Арран Ахмун — ударные инструменты на «Where in the World»
- Моррис Мёрфи — труба на «Glory Days»

запись
- Иэн Тейлор — продюсер, звукорежиссёр (совместно с BBM)

## Позиции в хит-парадах
| Название чарта                    | Наивысшая позиция | Пребывание в чарте | Источник(и) |
| --------------------------------- | ----------------- | ------------------ | ----------- |
| Австрийский хит-парад альбомов    | 28                | 5 недель           | [ 11 ]      |
| UK Albums Chart                   | 9                 | 4 недели           | [ 12 ]      |
| Голландский хит-парад альбомов    | 48                | 12 недель          | [ 13 ]      |
| Немецкий хит-парад альбомов       | 20                | 13 недель          | [ 14 ]      |
| Новозеландский хит-парад альбомов | 17                | 4 недели           | [ 15 ]      |
| Шведский хит-парад альбомов       | 13                | 7 недель           | [ 16 ]      |
| Швейцарский хит-парад альбомов    | 25                | 4 недели           | [ 17 ]      |

## Комментарии
1. 1 2 3  Из альбома «Cream» 1968 года «Wheels of Fire».
2. 1 2  Из альбома «Cream» 1967 года «Disraeli Gears».